# Letosa
Letosa (aragonesisch Almunias de Rodellar) ist ein Ort der spanischen Gemeinde Bierge in der Provinz Huesca der Autonomen Gemeinschaft Aragonien. Letosa, das etwa 20 Kilometer (Luftlinie) nördlich von Bierge liegt, ist seit Jahren unbewohnt. Der Ort im Naturpark Parque Natural de la Sierra y Cañones de Guara befindet sich nördlich von Rodellar und ist über die Straße A-1604 zu erreichen.

## Sehenswürdigkeiten
- Kirche San Urbez, erbaut im 17./18. Jahrhundert